# Tomasz Głogowski
Tomasz Marian Głogowski (ur. 30 grudnia 1974 w Tarnowskich Górach) – polski polityk i nauczyciel akademicki, poseł na Sejm V, VI, VII, VIII, IX i X kadencji (od 2005).

## Życiorys
Ukończył studia z zakresu filologii polskiej na Uniwersytecie Śląskim w Katowicach. W 2003 uzyskał stopień doktora nauk humanistycznych (specjalność literaturoznawstwo) na podstawie pracy „Pismo „śląskiego Października”. Tygodnik społeczno-kulturalny „Przemiany” (1956–1957)”. Prowadził zajęcia na UŚ i w Akademii Polonijnej w Częstochowie. W wyborach samorządowych w 1998 bezskutecznie ubiegał się o mandat radnego Tarnowskich Gór z listy Akcji Wyborczej Solidarność. W latach 2002–2005 był radnym rady miejskiej.
W 2005 z listy Platformy Obywatelskiej został wybrany na posła V kadencji w okręgu gliwickim. W wyborach parlamentarnych w 2007 po raz drugi uzyskał mandat poselski, otrzymując 20 744 głosy. W wyborach w 2011 z powodzeniem ubiegał się o reelekcję, dostał 15 649 głosów.
W 2015 został ponownie wybrany do Sejmu, otrzymując 8982 głosy. W Sejmie VIII kadencji został zastępcą przewodniczącego Komisji Regulaminowej, Spraw Poselskich i Immunitetowych oraz członkiem Komisji do Spraw Unii Europejskiej, pracował też w Komisji Finansów Publicznych (2017) oraz Komisji Nadzwyczajnej do rozpatrzenia projektu uchwały w sprawie zmiany Regulaminu Sejmu (2015).
W wyborach w 2019 i 2023 ponownie uzyskiwał mandat poselski, kandydując z ramienia Koalicji Obywatelskiej i zdobywając odpowiednio 12 120 głosów oraz 11 463 głosy.

## Wyróżnienia
W 1998 otrzymał Nagrodę im. Wojciecha Korfantego przyznaną przez Związek Górnośląski.

## Wyniki w wyborach ogólnopolskich
| Wybory | Komitet wyborczy   | Komitet wyborczy      | Organ            | Okręg | Wynik          |
| ------ | ------------------ | --------------------- | ---------------- | ----- | -------------- |
| 2005   |                    | Platforma Obywatelska | Sejm V kadencji  | nr 29 | 6812 (2,94%)   |
| 2007   | Sejm VI kadencji   | Platforma Obywatelska | 20 744 (6,30%)   | nr 29 |                |
| 2011   | Sejm VII kadencji  | Platforma Obywatelska | 15 649 (5,57%)   | nr 29 |                |
| 2015   | Sejm VIII kadencji | Platforma Obywatelska | 8982 (3,06%)     | nr 29 |                |
| 2019   |                    | Koalicja Obywatelska  | Sejm IX kadencji | nr 29 | 12 120 (3,56%) |
| 2023   | Sejm X kadencji    | Koalicja Obywatelska  | 11 463 (2,96%)   | nr 29 |                |